# Saint-Paul-en-Born
Saint-Paul-en-Born é uma comuna francesa na região administrativa da Nova Aquitânia, no departamento Landes. Estende-se por uma área de 42,64 km². Em 2010 a comuna tinha 980 habitantes (densidade: 23 hab./km²).